# Ракетний удар по житловому будинку в Дніпрі
Ракетний удар по житловому будинку в Дніпрі стався 14 січня 2023 року о 15:30 за місцевим часом. Атаку здійснили війська РФ під час повномасштабного вторгнення до України. Ракетний удар знищив під'їзд багатоквартирного житлового будинку, загинуло 46 людей, серед них шестеро дітей, та 79 травмовано (серед них 16 дітей). У Дніпрі запроваджено триденний траур.

## Перебіг подій, розслідування
14 січня 2023 року о 15:30 за київським часом російська армія під час чергового ракетного удару по Україні завдала ракетного удару по багатоквартирному житловому будинку в Дніпрі, внаслідок якого було зруйновано два під'їзди (72 квартири). Початково повідомлялося про 9 загиблих та 60 поранених, проте наступного дня вже повідомлено про 25 загиблих.
За даними Офісу Генерального прокурора, ракетна атака здійснювалась крилатими ракетами типу Х-22, які є вкрай неточними, але досить масивними, та можуть призвести до численних людських жертв.
Рятувальні служби на місці ракетного удару працювали впродовж доби без перерви, та мають намір працювати до того часу, поки з-під завалів не дістануть усіх потерпілих. 15 січня о 17:35 за Київським часом було повідомлено про 29 загиблих, 73 поранених, 30 з них у лікарні, 12 — важкі. На 19 січня стало відомо про не менше: 46 загиблих (серед яких 3 дітей), 80 поранених. 11 залишаються безвісно зниклими.
Серед загиблих заслужений тренер України з боксу, головний тренер збірної Дніпропетровської області Михайло Кореновський.
17 січня о 13:00 пошуково-рятувальна операція була завершена, внаслідок російської атаки загинуло 44 людини, увечері було оголошено про загалом 45 загиблих.
Таким чином, рятувальна операція тривала 69 годин. Всього вдалося врятувати 39 людей (із них 6 дітей), 79 поранених (з-поміж них 16 дітей), у лікарнях на час завершення операції перебувало 28 постраждалих (10 у важкому стані). Загинули 45 людей (із них 6 дітей, наймолодшій дитині було 11 місяців). Зруйновано 236 квартир, понад 400 людей залишилися без житла.
Станом на 10:40 19 січня поліція прийняла 420 заяв щодо пошкодженого майна, 43 — пошкодження автомобілів та 10 — адмінбудівель. Безвісно зниклими залишаються 11 людей.
19 січня було оголошено про загибель 46 людей.

## Обставини
У будинок влучила ракета того ж типу, якою 27 червня 2022 року росіяни знищили торговий центр у Кременчуці. Командувач Повітряних сил ЗСУ генерал-лейтенант Микола Олещук заявив, що ЗСУ на момент події не мала засобів для збиття таких ракет, і що протягом року повномасштабної війни з 210 запущених по Україні ракет Х-22 не було збито жодної. Повідомлення про збиття таких ракет Олещук назвав неправдивим.

## Розслідування злочину
15 січня 2023 року на сайті molfar.global було оприлюднено список військових, що безпосередньо були залучені у скоєнні злочину. Названо імена 44 з 52 осіб 52-го гвардійського важкого бомбардувального авіаційного полку, що базується у Шайківці. Це той же полк, що здійснював наліт на ТЦ «Амстор» в місті Кременчук 27 червня 2022 року).
1. Тимошин Олег Євгенович (21.06.1971)
2. Поцелуєв Євген Миколайович (16.06.1980)
3. Скворцов Олексій Генадійович (31.07.1986)
4. Васін Олександр Олександрович (04.09.1994)
5. Іваненко Олексій Сергійович (08.02.1987)
6. Голенков Дмитро Володимирович (01.09.1978)
7. Самойлов Андрій Юрійович (10.05.1972)
8. Щербінін Олександр Анатолійович (16.02.1972)
9. Габітов Денис Асхатович (14.09.1982)
10. Горбатко Ігор Володимирович (12.01.1971)
11. Криласов Євгеній Ігорович (14.08.1990)
12. Малик Едуард Едуардович (01.04.1995)
13. Грігорьєв Денис Анатолійович (07.06.1982)
14. Назіров Дінар Дамирович (03.07.1985)
15. Голодов Артем Юрійович (20.04.1990)
16. Хоменко Костянтин
17. Євсєєв Артем Германович (19.05.1987)
18. Панькін Дмитро Сергійович (03.01.1987)
19. Головачук Володимир Ігорович (30.04.1988)
20. Алєксєєв Олег Ігорович (21.01.1988)
21. Хачін Олександр Дмитрович (20.02.1988)
22. Тіміркаєв Рустам Мініхасапович (22.05.1997)
23. Поляков Ігор Володимирович (12.07.1974)
24. Субботін Іван Вікторович (05.03.1979)
25. Биков Михаїл Вячеславович (03.09.1976)
26. Комаров Володимир
27. Кулік Володимир Олександрович (12.03.1989)
28. Назаров Олександр Олександрович (21.07.1976)
29. Агеев Микола
30. Коробкін Станіслав Володимирович (22.11.1974)
31. Кадушкін Костянтин Сергійович (06.04.1983)
32. Антіпов Дмитро Генадійович (03.10.1981)
33. Костюнін Дмитро Леонідович (17.05.1966)
34. Бойко Олександр Валентинович (05.04.1986)
35. Тілавалдіев Тимур (03.04.1993)
36. Стьопкін Віталій Олександрович (02.10.1975)
37. Алімов Олексій
38. Статенін Максим Миколайович (04.09.1978)
39. Сихаєв Анатолій Михайлович (14.10.1990)
40. Єрьомін Олександр Вікторович (10.12.1986)
41. Файзулін Дмитро Римович (09.01.1981)
42. Стьопкін Андрей Сергійович (10.07.1991)
43. Маляк Геннадій Юрійович (29.02.1972)
44. Шорін

16 січня 2023 СБУ підтвердило участь у ракетній атаці військових 52-го авіаційного полку РФ.
14 січня 2024 року за повідомленням заступника начальника департаменту Офісу Генерального прокурора України Тараса Семківа за вчинення воєнного злочину оголошено підозру командиру 52-го гвардійського важкого бомбардувального авіаційного полку збройних сил Росії. Його дії кваліфіковано за ч. 1 та ч. 2 ст. 438 КК України – порушення законів та звичаїв війни.
Слідство встановило, російський полковник у змові з військовим командуванням Росії з використанням ракетоносців-бомбардувальників забезпечував нанесення ударів ракетами Х-22 та Х-32 по цивільним об'єктам України. Серед них – ТЦ «Рів'єра» в Одесі, міський будинок культури у Лозовій Харківської області, ТЦ у Кременчуці на Полтавщині, житловий будинок та базі відпочинку «Годжи» в Сергіїці Одеської області, багатоповерхівка у Дніпрі. Загалом загальні обстріли призвели до загибелі 88 та травмування 240 осіб.

## Міжнародна реакція
Прем'єр-міністр Канади Джастін Трюдо назвав атаку на житловий будинок у Дніпрі «огидною та неприйнятною», та запевнив, що Канада й надалі буде надавати допомогу Україні.
Президент Литви Ґітанас Науседа заявив, що Росія — терористична держава, і для неї прийде час відповідальності за скоєні злочини.
Пол Массаро, старший політичний радник Гельсінської комісії США повідомив у Твіттері: Це міг бути Вашингтон. Це міг бути Берлін. Це міг бути Лондон. Але це Дніпро, бо Україна захищає всіх нас. Вони заслуговують на краще, ніж бути залишеними сам на сам з російськими терористами.
Кая Каллас, прем'єр-міністр Естонії, заявила: Нападами на Дніпро та інші українські міста Росія знову довела, що вона терористична держава. Мій заклик до союзників і партнерів: збільшимо нашу підтримку. Україні потрібна зброя, зокрема танки та ППО. Росія має відповісти за всі скоєні злочини.
У десятках російських міст жителі почали влаштовувати стихійні меморіали в пам'ять про загиблих. Так, в Краснодарі та Санкт-Петербурзі меморіали з'явилися біля пам'ятників українському поетові Тарасу Шевченку, петербуржці поруч з ним свічками виклали слово «Дніпро». У Єкатеринбурзі стихійний меморіал з'явився біля пам'ятника жертвам політичних репресій. У Москві біля пам'ятника Лесі Українці з'явилися квіти, дитячі іграшки та фотографії зруйнованого будинку. Активісти проурядового руху SERB викликали поліціянтів, вони затримали чотирьох осіб і залишили там чергувати поліційний автозак. У першу ж ніч комунальники прибрали квіти, на ранок вони з'явилися знову — і знову були прибрані. Поліціянти забороняли фотографувати стихійний меморіал.